# Пергамски музеј у Берлину
Пергамски музеј смештен је на Музејском острву у Берлину. Зграду су пројектовали Алфред Месел и Лудвиг Хофман, а грађена је у распону од двадесет година, од 1910. до 1930. У Пергамском музеју налазе се монументалне грађевине попут Пергамског жртвеника, Вавилонске капије богиње Иштар и реконструисане тржничке капије из Милета, као и рушевине пронађене у Анадолији и фасада омејадске палате ел-Мушата.
Музеј је подељен на збирку антиквитета, музеј Блиског истока и музеј исламске уметности. Сваке године посети га око 1.135.000 људи, што га чини најпосећенијим уметничким музејем у Немачкој (2007) и једним од највећих музеја у земљи.

## Настанак
Када је 1904. отворен Музеј цара Фридриха на Музејском острву (данас Бодеов музеј), било је јасно да објекат није довољно велик да би могао да угости сва уметничка и археолошка блага која су откривена под немачким надзором. У то време трајала су ископавања у области древног Вавилона, Урука, Асура, Милета, Приена и старог Египта, а предмети са ових локација нису могли бити правилно приказани у оквиру постојећег немачког музејског система. Вилхелм фон Боде, директор Музеја цара Фридриха, иницирао је планове за изградњу новог музеја у близини, који ће садржати древну архитектуру, немачку пост-античку уметност и уметност Блиског истока и ислама.
Алфред Месел започео је дизајн велике трокрилне зграде 1906. године. Након његове смрти 1909, његов пријатељ Лудвиг Хофман преузео је пројекат, а изградња је започела 1910, настављајући се за време Првог светског рата (1918) и велике инфлације током 1920. Завршена зграда отворена је 1930. године.
Пергамски музеј био је озбиљно оштећен током ваздушних напада на Берлин крајем Другог светског рата. Многи изложени предмети били су смештени на сигурно, а неки од великих експоната зазидани су ради заштите. Црвена армија је 1945. године прикупила све преносиве музејске предмете, било као ратни плен или како би их спасила од пљачке и пожара који су тада беснили у Берлину. Тек 1958. већина објеката се вратила у Источну Немачку. Значајни делови колекције још увек су у Русији. Неки предмети се тренутно чувају у Пушкиновом музеју у Москви и музеју Ермитаж у Санкт Петербургу. Повратак ових предмета уређен је споразумом између Немачке и Русије, али од јуна 2003. године блокиран је руским законима о реституцији.

## Експонати
Међу уметничким делима које музеј приказује су:
- Пергамски жртвеник
- Тржишна капија из Милета
- Иштарина капија и Стаза процесије, Вавилон
- Фасада палате ел-Мушата
- Мајснеров одломак Епа о Гилгамешу.

### Античка колекција
Збирка потиче од бранденбуршких краљевића, који су прикупљали античке предмете; збирка је започела прикупљањем колекције римског археолога од 1698. године. Прво је (делимично) постала доступна јавности 1830. године, када је отворен Стари музеј. Колекција се увелико проширила ископавањима у Олимпији, Самосу, Пергаму, Милету, Приену, Магнезији, Кипру и Дидиму.
Ова збирка је подељена између Пергамског музеја и Старог музеја. Колекција садржи скулптуре од архајског до хеленистичког доба као и уметничка дела из грчке и римске антике: архитектуру, скулптуре, натписе, мозаике, бронзани накит и керамику.
Главни експонати су Пергамски жртвеник из II века пре нове ере, са 113 m дугим скулптуралним фризом који приказује борбу богова и џинова, и капије Милета из римске антике.
Будући да је Немачка подељена после Другог светског рата, тако је и збирка подељена заједно са њом. Пергамски музеј поново је отворен 1959. године у Источном Берлину, док је оно што је остало у Западном Берлину било изложено у замку Шарлотенбургу.

### Музеј исламске уметности
Када је 1904. отворен Бодеов музеј, тада је настао и одељак за исламску уметност, који је касније укључен у Пергамски музеј (1950).
Поред исламских уметничких дела из периода од 8. до 19. века, у распону од Шпаније до Индије, главна атракција је фасада палате ел-Мушата, која потиче од недовршене раноисламске пустињске палате која се налази јужно од Амана у данашњем Јордану. Био је то поклон османског султана Абдула Хамида II немачком цару Вилхелму II. У Јордану су и даље делови источног дела фасаде и рушевине палате.
Друга јединствена изложба је Алепска соба. У овом делу музеја налази се рецепција брокерске куће у Алепу у Сирији, која је пуштена у рад током османског периода.
Музеј исламске уметности такође редовно угошћује привремене изложбе савремене уметности из исламског света, попут Турског задовољства 2008. (савремени турски дизајн) и Накша (Улога рода у иранској уметности и друштву).
Током 2008. године део Кеирове збирке Едмунда де Унгера, некада смештене у његовој кући у Хаму, Енглеска, дат је на дугорочни зајам музеју у почетном периоду од 15 година. Као једна од најважнијих послератних приватних збирки исламске уметности, она покрива цео исламски свет од средњовековног периода до осамнаестог века и садржи тепихе, текстил, рукописе, украшене корице књига, керамику, металне предмете и предмете од кристала.

### Музеј Блиског истока
Изложба музеја Блиског истока приказује предмете које су пронашли немачки археолози са подручја асирске, сумерске и вавилонске културе. Поред тога, у музеју се налазе историјске зграде, рељефи и мањи културни предмети и накит.
Главне атракције су Иштарина капија и Стаза процесије из Вавилона, заједно са фасадом престоне дворане Набукодоносора II. У музеју се такође налази Мајснеров одломак Епа о Гилгамешу.

## Планови
Опсежни план уређења Музејског острва укључује проширење Пергамског музеја и његово спајање са Новим музејем, Бодеовим музејем, Старом националном галеријом и новим центром за посетиоце, галеријом Џејмс Симон.
На архитектонском конкурсу 2000. године победио је Освалд Матијас Унгерс из Келна. Пергамски музеј биће преуређен у складу са његовим планом, који контроверзно предлаже велике измене на грађевинама које су непромењене од 1930. године. Садашња улазна зграда на Суду части биће замењена четвртим крилом и подземно шеталиште (Археолошка променада) повезиваће четири од пет музеја.
Од краја септембра 2014. музеј је делимично затворен ради обнове. Дворана у којој се налази Пергамски жртвеник остаће затворена за јавност. Првобитно је поновно отварање заказано за 2019. У новембру 2016. откривено је да обнова неће бити завршена пре 2023. године, а процењени трошкови пројекта готово ће се удвостручити на 477 милиона еура. Откривене су две пумпе изграђене у земљи током иницијалне градње између 1910. и 1930. узрокујући све веће трошкове и кашњења. Најмање 60 милиона евра повећаних трошкова директно је последица чињенице да су трошкови изградње порасли од првобитне процене пре 10 година. Такође је најављено да ће се саградити привремени изложбени простор насупрот музејског острва, недалеко од Пергамског музеја. У њему ће се налазити панорама древног града, у изведби берлинског уметника Јадегара Асисија, 3Д реконструкција чувеног жртвеника из Пергама коју ће креирати Фраунхофер институт за истраживање рачунарске графике, као и делова олтара, укључујући фриз из Телефоса. Привремена зграда требало би да буде отворена 2018. године.